# Film i Hongkong

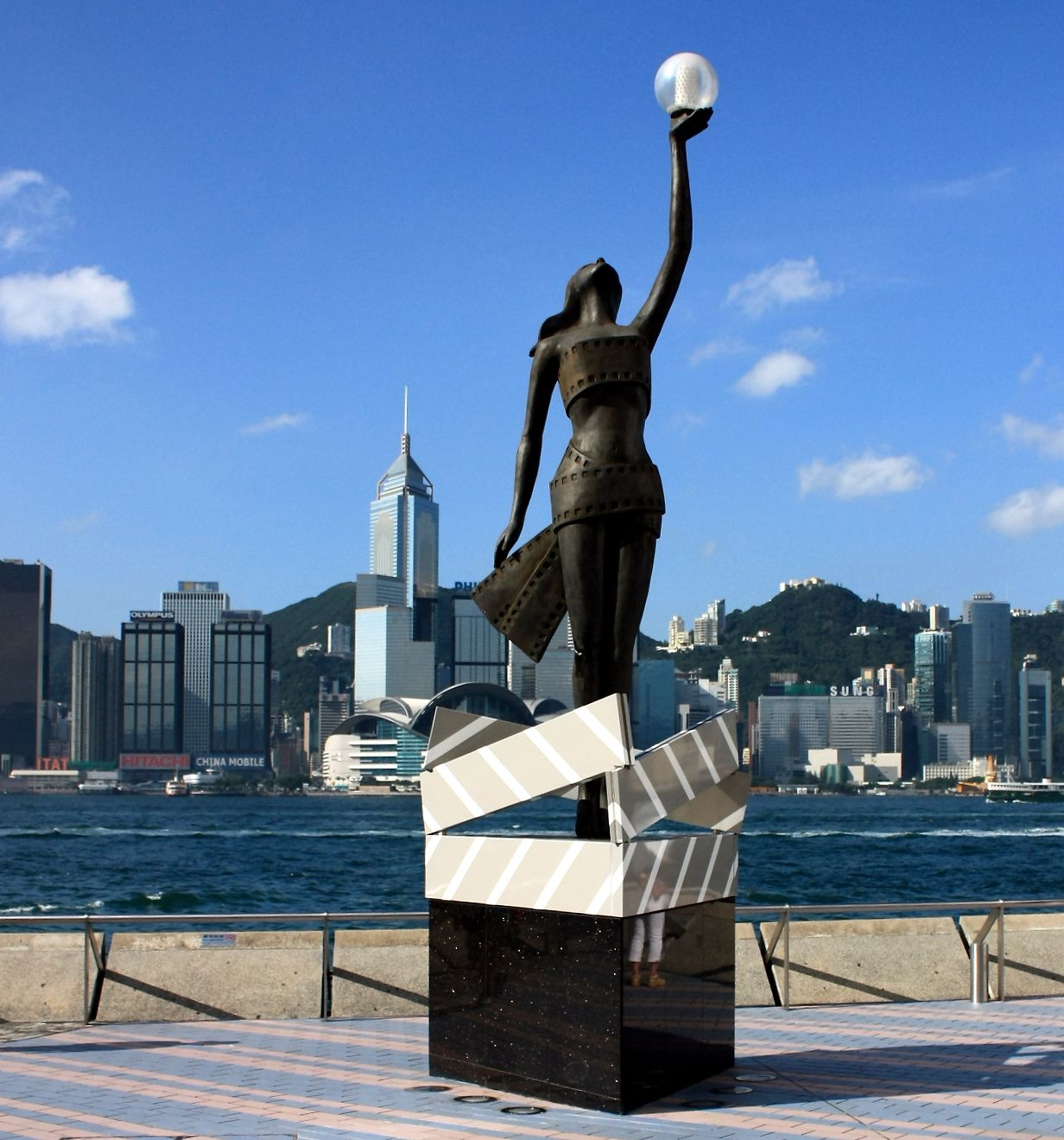
En staty vid Avenue of Stars, en hyllning till filmlivet i Hongkong.

Hongkong var länge världens tredje största filmindustri, efter Bollywood i Indien och Hollywood i USA, och hade vid mitten av 2000-talets första decennium börjat återhämta sig efter den filmkris man drabbades av i mitten av 1990-talet. Berömda stjärnor som Bruce Lee och Jackie Chan har gjort Hongkongs filmindustri framgångsrik internationellt, särskilt de filmer som innehåller kung fu och annan action.

## Hongkongs produktion av spelfilmer på bio
| 1975 | 109 |
| 1985 | 105 |
| 1995 | 154 |
| 2005 | 55  |

### Fotnoter
1. ↑  Internationell filmproduktion (utdrag) Arkiverad 27 september 2007 hämtat från the Wayback Machine., Screen Digest, juni 2006, S. 205–207 (läst 15 juni 2007)